# Phyllogryllus velutinus
Phyllogryllus velutinus är en insektsart som först beskrevs av Walker, F. 1869.  Phyllogryllus velutinus ingår i släktet Phyllogryllus och familjen syrsor. Inga underarter finns listade i Catalogue of Life.